# یوهان هنریک دنتزر
یوهان هنریک دنتزر (انگلیسی: Johan Henrik Deuntzer؛ ۲۰ مهٔ ۱۸۴۵ – ۱۶ نوامبر ۱۹۱۸) یک دیپلمات، سیاست‌مدار، و قاضی اهل دانمارک بود.

## پیوند به بیرون

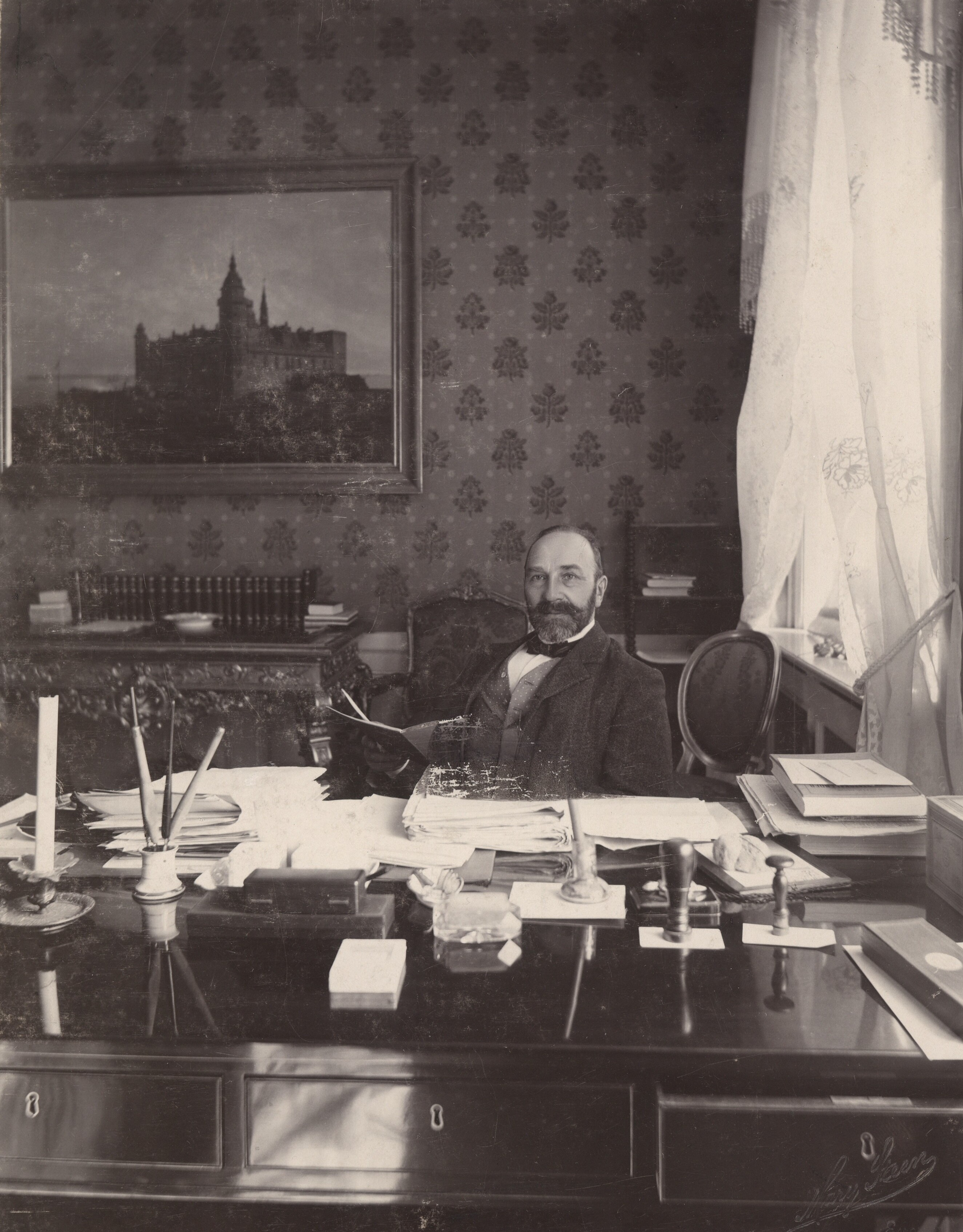